# Sorgmyggor
Sorgmyggor (Sciaridae), även kallad fuktflugor och i folkmun omnämnt som blomflugor, är en familj i underordningen myggor (Nematocera) som i sin tur tillhör ordningen tvåvingar (Diptera). Namnet syftar på den mörka kroppsfärgen och de bleka mörka vingarna. Hittills är cirka 1 800 arter beskrivna men enligt uppskattningar ska det finnas upp till 8 000 arter. I Europa finns omkring 600 arter, i Sverige cirka 50 arter.

## Biologi
Sorgmyggans larv är smal och vitaktig, med svart huvud. Larverna livnär sig på förmultnade växter i mark, kompost och svamp. Sorgmyggor förekommer ofta i våra hem i anslutning till krukväxter. De lägger sina ägg i jorden på blomkrukor och drivbänkar där larverna livnär sig på växternas rötter och på så sätt skadar växten. Särskilt känsliga är unga växter och sticklingar. 
Hos vissa arter kan larverna genomföra formliga massvandringar, där vandrar i långa led. Detta fenomen har fått namnet härmask.
Växtodlare kan använda biologiska bekämpningsmetoder mot sorgmyggor, med hjälp av rundmaskar. Organiska fosforföreningar kan användas förebyggande.